# Вилья-Тулумба
Вилья-Тулумба (исп. Villa Tulumba) — город и муниципалитет в департаменте Тулумба провинции Кордова (Аргентина), административный центр департамента.

## История
Посёлок развился на основе земельных владений, которые испанские поселенцы получили в этих местах в конце XVI века.